# با معرفی… بیتلز
با معرفی... بیتلز (به انگلیسی: Introducing... The Beatles) اولین آلبوم منتشر شده از گروه راک انگلیسی بیتلز در آمریکا می‌باشد . آلبوم شامل ۱۲ آهنگ است که ۶ تا از آن‌ها توسط جان لنون و پل مک کارتنی نوشته شده‌است و بقیه بازخوانی از کارهای دیگران است.

## افراد

### گروه بیتلز
- جرج هریسون - گیتار لید ،خوانندگی
- جان لنون - گیتار ریتم ،ساز دهنی ،خوانندگی
- پل مک کارتنی - گیتار بیس ،خوانندگی
- رینگو استار - درام

### تهیه کنندگی
جرج مارتین - تهیه کننده